# المقنع فی فقه الإمام أحمد بن حنبل الشیبانی
المقنع في فقه الإمام أحمد بن حنبل یا به‌طور خلاصه المقنع کتابی فقهی از ابن قدامه ( 541 ق - 620 هجری قمری ) راجع به  آموزه های امام احمد بن حنبل است. تصحیح این کتاب توسط محمود الأرناؤوط و یاسین محمود الخطیب انجام شده است.  